# Tahir Juldasjev
Tahir Abduhalilovich Juldasjev, född 1967, död 2009, var islamist och ledare för den förbjudna islamistgruppen Uzbekistans islamiska rörelse (UIM).
Juldasjev (även känd som Qari Tahir) var 1998 med om att grunda UIM, tillsammans med den förre sovjetiske fallskärmsjägaren Dzjuma Namangani, som utsågs till UIM:s ledare. 
När Namangani 2001 dödades, i början av Afghanistankriget, så tog Juldasjev över ledningen av UIM.
Juldasjev uppges själv ha dödats i en amerikansk robotattack mot Södra Waziristan den 27 augusti 2009. Detta dementeras dock av hans anhängare. 